# Горно Каласлари
Горно Каласлари или Горно Караслари (на македонска литературна норма: Горно Каласлари) е село в източния дял на община Велес, Северна Македония.

## География
Селото е разположено на равнинна местност със средна надморска височина от около 230 m. Отстои на 9 km от административния център Велес и се намира много близо до селото Долно Каласлари. Площта на землището му е 19,8 km2, като обработваемата земя е 987,7 ha, пасищата 882,1 ha, а горите са едва 13,3 ha. Жителите му се занимават главно със земеделско-скотовъдна дейност.

## История
В „Етнография на вилаетите Адрианопол, Монастир и Салоника“, издадена в Константинопол в 1878 година и отразяваща статистиката на населението от 1873 година, Горно Караслари е посочено като село с 11 домакинства с 48 жители българи и 4 мюсюлмани. Според статистиката на Васил Кънчов („Македония. Етнография и статистика“) от 1900 година Горно Карасари е населявано от 100 жители, всички турци.
По данни на секретаря на Българската екзархия Димитър Мишев („La Macédoine et sa Population Chrétienne“) в 1905 година в Горно Караслари има 80 българи екзархисти.
След Междусъюзническата война в 1913 година селото попада в Сърбия.
На етническата си карта от 1927 година Леонард Шулце Йена показва Горно Караслар (Gorno Karaslar) като българско християнско село.
През 1961 г. се извършва преброяване на населението, според което в селото живеят 103 души, от които 82 албанци, 12 турци и 9 македонци. Според преброяването от 2002 година селото има 38 жители.
| Националност | Всичко |
| македонци    | 1      |
| албанци      | 36     |
| турци        | 0      |
| роми         | 0      |
| власи        | 0      |
| сърби        | 0      |
| бошняци      | 0      |
| други        | 1      |